# Raja chinensis
Raja chinensis (лат.) — вид хрящевых рыб семейства ромбовых скатов отряда скатообразных. Эти демерсальные рыбы обитают в субтропических водах, омывающих Китай. Их крупные, уплощённые грудные плавники образуют диск в виде ромба со слегка выступающим рылом. Не являются объектом целевого промысла.

## Таксономия
Впервые вид был научно описан в 1855 году.

## Описание
Широкие и плоские грудные плавники этих скатов образуют диск в виде ромба со слегка выступающим кончиком рыла и закруглёнными краями. На вентральной стороне диска расположены 5 жаберных щелей, ноздри и рот. На длинном хвосте имеются латеральные складки.

## Взаимодействие с человеком
Эти скаты не являются объектом целевого промысла. Международный союз охраны природы ещё не присвоил виду охранного статуса.